# Membri ai Academiei Române - Ț
Aceasta este o listă a tuturor membrilor Academiei Române ale căror nume încep cu litera Ț, începând cu anul înființării Academiei Române (1866) până în prezent.
- Cornel Țăranu (1934 - 2023), compozitor, membru titular (2012)
- Gabriel Țepelea (1916 - 2012), istoric literar, scriitor, om politic, membru de onoare (1993)
- Gheorghe Țițeica (1873 - 1939), matematician, membru titular (1913)
- Șerban Țițeica (1908 - 1985), fizician, membru titular (1955)
- Vladimir Țopa (1929 - 2006), fizician, membru corespondent (1993)
- Andrei Țugulea (1928 - 2017), inginer, membru titular (1999)
- Ion Țurai (1907 - 1970), medic, membru corespondent (1955)